# Carl Ritter
Carl Ritter (Quedlinburg, Saxònia-Anhalt, 1779 - Berlín, 1859) fou un geògraf alemany, considerat juntament amb Alexander von Humboldt el pare de la geografia moderna. Explicà les relacions existents entre el medi físic i la vida de l'home, prestant menys atenció als fenòmens físics i més en la vida social i els processos històrics. Fou un dels fundadors de la Societat Geogràfica de Berlín). Des de 1820 fins a la seva mort, va ocupar la Càtedra de Geografia en la Universitat de Berlín.

## Biografia
Ritter va néixer en Quedlinburg, era un dels sis fills del respectat doctor, F. W. Ritter. El pare de Ritter va morir quan tenia dos anys. Ritter es va inscriure en l'Escola Schnepfenthal, centrada en l'estudi de la naturalesa (potser influenciat pels escrits de Jean-Jacques Rousseau sobre l'educació dels nens). L'experiència en aquesta institució va condicionar la resta de la vida de Ritter, que va mantenir sempre un interès per les noves teories educatives, incloent les del suís Johann Heinrich Pestalozzi. De fet, molts escrits de Ritter estan basats en la teoria de les tres etapes d'aprenentatge de Pestalozzi: adquisició de la matèria, comparança general de la matera i establiment d'un sistema general.
Després de completar el seu aprenentatge, li van presentar Bethmann Hollweg, un banquer de la ciutat de Frankfurt. Ritter fou contractat com a tutor dels fills de Hollweg, mentre el banquer patrocinaria els estudis de Ritter. La feina de casa com tutor van començar en 1798 i van continuar durant quinze anys. Els anys 1814-1819 que va passar en Göttingen a causa del seu treball com a tutor van ser els mateixos en els que va començar a estudiar exclusivament geografia. El 1819 es va convertir en professor d'història a Frankfurt, i en fou nomenat 1820 professor extraordinari d'història en la Universitat de Berlín encara que també feia classes en una acadèmia militar.

## Treballs
L'obra mestra de Ritter, el volum 19 Die Erdkunde im Verhältniss zur Natur und zur Geschichte donis Menschen (La geografia general amb relació a la Naturalesa i a la Història de la Humanitat), escrita el 1817-1859, va desenvolupar amb una extensió prodigiosa la qüestió de la influència del medi físic en l'activitat humana. A pesar de la seva extensió, el treball va quedar incomplet a causa de la mort de Ritter, cobrint solament Àsia i Àfrica.
L'impacte de Ritter en la Geografia ha estat especialment destacable perquè va enfortir una nova concepció. Segons el seu punt de vista, "la geografia és un tipus de fisiologia i d'anatomia comparativa de la Terra: rius, muntanyes, glaceres, etc., són diferents òrgans cadascun dels quals posseeix les seves pròpies funcions, i, com aquest marc físic és la base de l'home, determinant-lo durant tota la seva vida, així l'estructura física de cada país és un element decisiu en el progrés històric de cada nació."
"La Terra és un invididuo còsmic amb una estructura particular, un ens sui generis amb un desenvolupament progressiu: l'exploració d'aquesta individualitat de la Terra és la tasca objecte de la geografia". Les teories de Ritter han tingut també implicacions en la geografia política. La seva concepció d'un model orgànic de l'Estat ha estat usat per a justificar la teoria de "l'espai vital" o lebensraum, fins i tot a costa de l'eliminació d'altra nació o poble, interpretant que la conquesta és una necessitat biològica per al creixement de l'Estat. Les seves idees van ser adoptades i desenvolupades pel geoestratega alemany Friedrich Ratzel i adoptades pel geoestatega nazi Karl Haushofer.

## Obres
- Europa, ein geographisch-historisch-statistisches Gemählde (Una visió geogràfica, històrica i estadística d'Europa)
- Die Erdkunde in Verhältnis zur Natur und zur Geschichte des Menschen (La geografia general en relació amb la natura i amb la història de l'home, 1817-1818).